# Красний Кушак
Красний Куша́к (рос. Красный Кушак, башк. Ҡыҙып Ҡушыҡ) — хутір у складі Зілаїрського району Башкортостану, Росія. Входить до складу Івано-Кувалатської сільської ради.
Населення — 10 осіб (2010; 57 в 2002).
Національний склад:
- росіяни — 98%